# Grad Gay-Lussac
Das Grad Gay-Lussac (Einheitenzeichen: °GL, GL), benannt nach dem französischen Physikochemiker Joseph Louis Gay-Lussac, war eine vor allem in Frankreich benutzte Einheit für die  Bestimmung des Alkoholgehaltes. Die Einheit fußt auf dem von Gay-Lussac entworfenen 100-teiligen Aräometer.
Die Angabe in Grad Gay-Lussac entspricht den heute üblichen Volumenprozenten, d. h., sie bezeichnet den Volumenanteil des Alkohols, allerdings mit einer vernachlässigbaren Ungenauigkeit. Gay-Lussac verwendete als Bezugstemperatur 15 °C, während heute bei 20 °C gemessen wird. Sie war auch nahezu mit der in Deutschland gebräuchlichen Einheit für die Bestimmung des Alkoholgehalts, dem Grad Tralles identisch, dabei entspricht:
1 °GL = 1,03 °Tralles ≈ 1 Vol.-%.
0 °GL = reines Wasser

50 °GL = 50 Vol.-%

100 °GL = reiner Alkohol